# Expo-sciences pancanadienne
L'Expo-sciences pancanadienne est une compétition scientifique canadienne pour les jeunes de 10 à 20 ans organisée par la Fondation Sciences Jeunesse Canada en partenariat avec un comité hôte.
Cet événement d'envergure nationale rassemble chaque année plus de 500 exposants provenant de toutes les régions du Canada.

## Éditions
- 2007: Truro, Nouvelle-Écosse
- 2008: Ottawa, Ontario
- 2009: Winnipeg, Manitoba
- 2010: Peterborough, Ontario
- 2011: Toronto, Ontario
- 2012: Charlottetown, I-P-É
- 2013: Lethbridge, Alberta
- 2014: Windsor, Ontario
- 2015: Fredericton, Nouveau-Brunswick
- 2016: Montréal, Québec
- 2017: Regina, Saskatchewan
- 2018: Ottawa, Ontario